# ヘリット・フォールティング
ヘリット・フォールティング（Gerrit Voorting、1923年1月18日 - 2015年1月30日）は、オランダ、フェルセン出身の自転車競技（ロードレース）選手。
本名は、ヘラルデュス・ペトリュス・フォールティング（Gerardus Petrus Voorting）。

## 経歴
1948年
- ロンドンオリンピック・個人ロードレース 2位

1949年、プロ転向。
1952年
- ロンド・ファン・ネデルラント 区間1勝(第6)

1953年
- ツール・ド・フランス 総合17位&区間1勝(第4)

1956年
- ツール・ド・フランス 総合11位、マイヨ・ジョーヌ1日着用。ポイント賞部門 3位
- オランダ選手権 スクラッチ 優勝

1957年
- ロンド・ファン・ネデルラント 区間2勝(第7、8)

1958年
- ツール・ド・フランス 区間1勝(第2)、マイヨ・ジョーヌ3日着用。
- ロンド・ファン・ネデルラント 区間1勝(第2)

1961年、引退。